# Circuit Guadix
Der Circuit Guadix ist eine permanente Motorsport-Rennstrecke in der Provinz Granada in Andalusien. Er liegt etwa 13 km Nord-Nord-Östlich der Stadt Guadix und 3 km nördlich des Dorfes Hernàn-Valle auf einem Hochplateau auf etwa 1070 m Seehöhe.

## Geschichte
Die Anlage wurde 2001 im Gemeindegebiet von Guadix errichtet, um den Motorsport in Südspanien zu fördern. Am 3. Juni 2002 wurde der Circuit Guadix eröffnet. Am gleichen Tag fand auch der erste Lauf zum Campeonato de Andalucia de Motociclismo unter Anwesenheit des dreifachen britischen Superbike-Champion Niall Mackenzie statt.
2006 kaufte der englische Geschäftsmann und Hobbyrennfahrer Clive Greenhalgh die restlichen Anteile der Betreibergesellschaft und wurde Alleineigentümer der 200 Hektar umfassenden Anlage. In den Jahren 2007 und 2008 wurde die Rennstrecke nach den FIA-Richtlinien ausgebaut. Der Rundkurs erhielt einen speziellen Asphalt, erweiterte Auslaufzonen und neue Streckenabweiser. Außerdem wurde die alte Streckenführung der Streckenvariante 2 geändert. Die Strecke wurde von der Fédération Internationale de l’Automobile unter der FIA-Einstufung T1 (Teststrecke) homologiert. Allerdings ist die Homologation mittlerweile ausgelaufen.

## Streckenbeschreibung
Der technisch anspruchsvolle Rundkurs ist mit der Zielgeraden von 750 Metern insgesamt rund 3000 Meter lang (je nach Variante). Die im Uhrzeigersinn gefahrene Strecke hat acht Rechts- und sechs Linkskurven mit einer Streckenbreite von 10 bis 12 Metern. Einige Kurven sind ohne Einsicht zu fahren. Die Auslaufzonen sind weiträumig und nach heutigen Standards konzipiert. An der Zielgeraden befindet sich eine Boxenanlage mit Kontrollraum und Zeitmessanlage. Die Strecke kann in beide Richtungen befahren werden.

## Nutzung
Auf dem Circuit Guadix finden auf Grund der günstigen Wetterbedingungen ganzjährig Testfahrten namhafter internationaler Rennsport- und  Motorradteams statt, wie zum Beispiel Renault, Ferrari, McLaren, Mercedes, Porsche, Aston Martin, Peugeot und Honda. Die Strecke wird auch oft zur Vorbereitung der 24-Stunden-Rennen für Testfahrten bei Nacht von verschiedenen Teams genutzt.
Mittlerweile finden auch wieder regelmäßig Clubsportveranstaltungen statt so die Campeonato de Andalucía de Circuitos oder der Radical Nevada Cup.

### Bekannte Rennfahrer
Bekannte Rennfahrer, die diese Strecke nutzen, sind zum Beispiel Leon Haslam oder Jonathan Rea (beide Superbike-Fahrer); Michael Schumacher unternahm als Motorradrennfahrer auf der Strecke seine ersten Testfahrten mit dem Honda-Team. Lewis Hamilton begann seinen Einstieg in die Formel 1 nach den Kartsporterfolgen in Guadix, bevor er in der Formel 1 aktiv wurde. Renault war 2013 unter der Leitung von Alain Prost mehrere Wochen mit den Testfahrten des Renault Clio RS Turbo in Guadix aktiv. Jacques Laffite ist als Berater für französische Nachwuchsfahrer sehr oft auf dem Circuit Guadix zu Gast.